# Liceum plastyczne

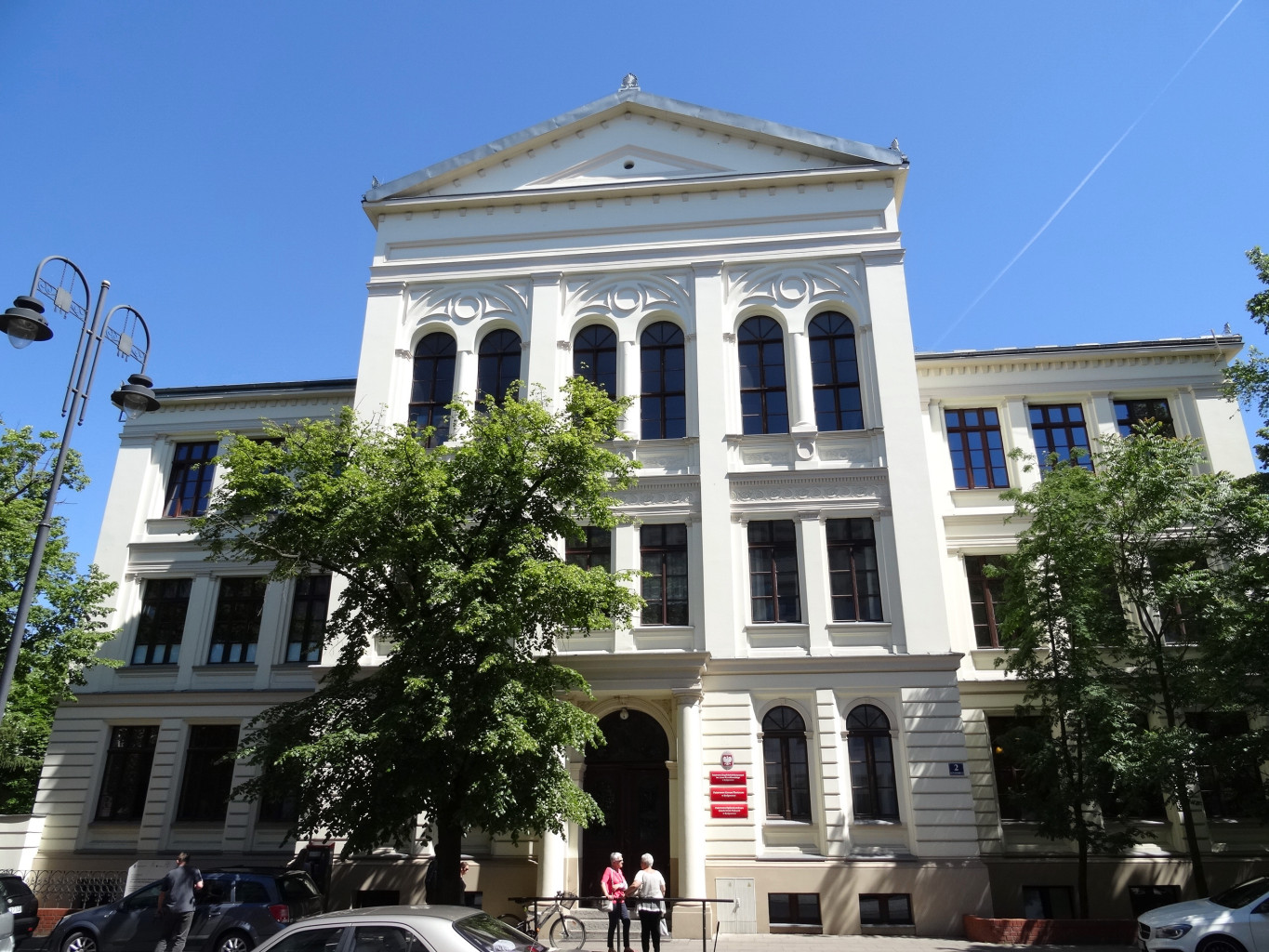
Liceum Plastyczne w Państwowym Zespole Szkół Plastycznych im. Leona Wyczółkowskiego w Bydgoszczy

Liceum plastyczne (z łac. licaeum od gr. Lykeion: szkoła założona przez Arystotelesa) – typ szkoły artystycznej w Polsce o pięcioletnim cyklu kształcenia (do 2019 r. był to cykl czteroletni), dającej wykształcenie w zawodzie plastyk oraz wykształcenie ogólne w zakresie liceum ogólnokształcącego, umożliwiającej uzyskanie świadectwa dojrzałości po zdaniu egzaminu maturalnego. Może być szkołą publiczną lub niepubliczną.
W przeszłości obecne publiczne licea plastyczne nosiły nazwę Państwowe Liceum Sztuk Plastycznych. Od 1 września 2019 licea plastyczne zostały przekształcone w licea sztuk plastycznych o pięcioletnim cyklu kształcenia.

## Specjalności i specjalizacje
Kształcenie w zawodzie plastyk odbywa się w następujących specjalnościach i specjalizacjach:
- aranżacja przestrzeni: aranżacja wnętrz, projektowanie przestrzeni wystawienniczej
- fotografia i film: animacja filmowa, fotografia artystyczna, realizacja obrazu filmowego, realizacje intermedialne
- formy rzeźbiarskie: ceramika artystyczna, kamieniarstwo artystyczne i sztukatorstwo, kowalstwo artystyczne i metaloplastyka, snycerstwo, szkło artystyczne, techniki rzeźbiarskie
- formy użytkowe - wzornictwo: projektowanie wyrobów artystycznych, lutnictwo artystyczne, meblarstwo artystyczne, projektowanie ubioru, projektowanie zabawek, tkanina artystyczna, jubilerstwo
- techniki graficzne: projektowanie graficzne, publikacje multimedialne, techniki druku artystycznego
- techniki malarskie: tradycyjne techniki malarskie i pozłotnicze, mural, witraż
- techniki renowacyjne: renowacja elementów architektury, renowacja mebli i wyrobów snycerskich,
- techniki scenograficzne: charakteryzacja i wizaż, modelatorstwo i dekoratorstwo, stylizacja kostiumu i kreacja wizerunku

## Licea plastyczne w Polsce
W Polsce istnieją m.in. następujące licea plastyczne:
- Państwowe Liceum Sztuk Plastycznych im. Bernarda Morando w Zamościu[1]

- Liceum Plastyczne im. Stanisława Wyspiańskiego w Tomaszowie Mazowieckim
- Liceum Sztuk Plastycznych w Gronowie Górnym
- Liceum Plastyczne w Gorzowie Wielkopolskim
- Liceum Plastyczne im. Cypriana Kamila Norwida w Lublinie
- Liceum Sztuk Plastycznych im. Tadeusza Kulisiewicza w Kaliszu
- Liceum Plastyczne im. Constantina Brancusi w Szczecinie[2]
- Liceum Plastyczne w Zespole Szkół Plastycznych im. Jacka Malczewskiego w Częstochowie
- Liceum Plastyczne w Państwowym Zespole Szkół Plastycznych im. Leona Wyczółkowskiego w Bydgoszczy
- Liceum Sztuk Plastycznych w Toruniu[3]
- Liceum Plastyczne im. T. Kantora w Dąbrowie Górniczej
- Liceum Sztuk Plastycznych im. J. Mydlarskiego w Gdańsku
- Liceum Plastyczne w Zespole Szkół Plastycznych w Gdyni
- Liceum Plastyczne w Zespole Szkół Plastycznych w Katowicach
- Liceum Plastyczne w Zespole Państwowych Szkół Plastycznych im. Józefa Szermentowskiego w Kielcach
- Państwowe Liceum Sztuk Plastycznych w Kościelcu (wcześniej Zespół Sztuk Plastycznych w Kole)
- Liceum Plastyczne w Zespole Szkół Plastycznych im. Władysława Hasiora w Koszalinie[4]
- Państwowe Liceum Plastyczne im. Józefa Kluzy w Zespole Państwowych Szkół Plastycznych w Krakowie[5]
- Państwowe Liceum Sztuk Plastycznych im. Wojciecha Kossaka w Łomży
- Liceum Plastyczne w Zespole Państwowych Szkół Plastycznych im. Tadeusza Makowskiego w Łodzi[6]
- Liceum Plastyczne im. Józefa Chełmońskiego w Nałęczowie[7]
- Liceum Plastyczne im. Jana Matejki w Nowym Wiśniczu
- Liceum Plastyczne im. Piotra Potworowskiego w Poznaniu[8]
- Liceum Plastyczne w Zespole Szkół Plastycznych im. Piotra Michałowskiego w Rzeszowie
- Liceum Plastyczne w Zespole Szkół Informatycznych w Słupsku[9]
- Liceum Plastyczne im. Artura Grottgera w Supraślu
- Liceum Plastyczne w Zespole Szkół Plastycznych w Tarnowie
- Liceum Plastyczne w Zespole Szkół Artystyczno-Projektowych w Tarnowskich Górach
- Liceum Plastyczne w Zespole Państwowych Szkół Plastycznych im. Wojciecha Gersona w Warszawie
- Liceum Plastyczne w Zespole Szkół Plastycznych im. Antoniego Kenara w Zakopanem
- Liceum Plastyczne im. Katarzyny Kobro w Zduńskiej Woli[10]
- Liceum Plastyczne im. Stanisława Wyspiańskiego w Jeleniej Górze[11]
- Liceum Plastyczne im. Stanisława Wyspiańskiego w Jarosławiu[12]
- Liceum Plastyczne w Zespole Szkół Technicznych i Artystycznych w Lesku[13]
- Liceum Plastyczne w Zespole Szkół Miejskich w Rypinie[14]
- Liceum Plastyczne w Zespole Szkół Plastycznych im. Józefa Brandta w Radomiu.
- Zespół szkół plastycznych w Zielonej Górze
- Katolickie Liceum Plastyczne w Nowym Sączu[15]
- Publiczne Liceum Plastyczne w Opolu (w ramach Zespołu Państwowych Placówek Kształcenia Plastycznego im. Jana Cybisa w Opolu)[16]
- Liceum Plastyczne w Zabrzu
- I Prywatne Liceum Plastyczne im. Władysława Drapiewskiego w Płocku
- Państwowe Liceum Plastyczne im. Erica Mendelsohna w Olsztynie
- Zespół Szkół Plastycznych im. Stanisława Kopystyńskiego we Wrocławiu[17]
- Liceum Sztuk Plastycznych im. Olgi Boznańskiej w Wodzisławiu Śląskim[18]
- Liceum Sztuk Plastycznych we Włocławku [19]